# Nallıhan (district)
Nallıhan is een Turks district in de provincie Ankara en telt 31.768 inwoners (2007). Het district heeft een oppervlakte van 1972,5 km². Hoofdplaats is Nallıhan.

## Geografie
Het district Nallıhan is het meest westelijke district van de provincie Ankara wordt door de provincies Bolu in het noorden en Eskişehir in het zuiden ingeklemd. In het oosten grenst het aan het district  Beypazarı. De centrale stad ligt op 161 km van het centrum van Ankara aan de D140, die van Ankara via Göynük en Geyve naar Istanboel leidt.  In het verleden was dit de hoofdroute van Istanbul naar Bagdad.

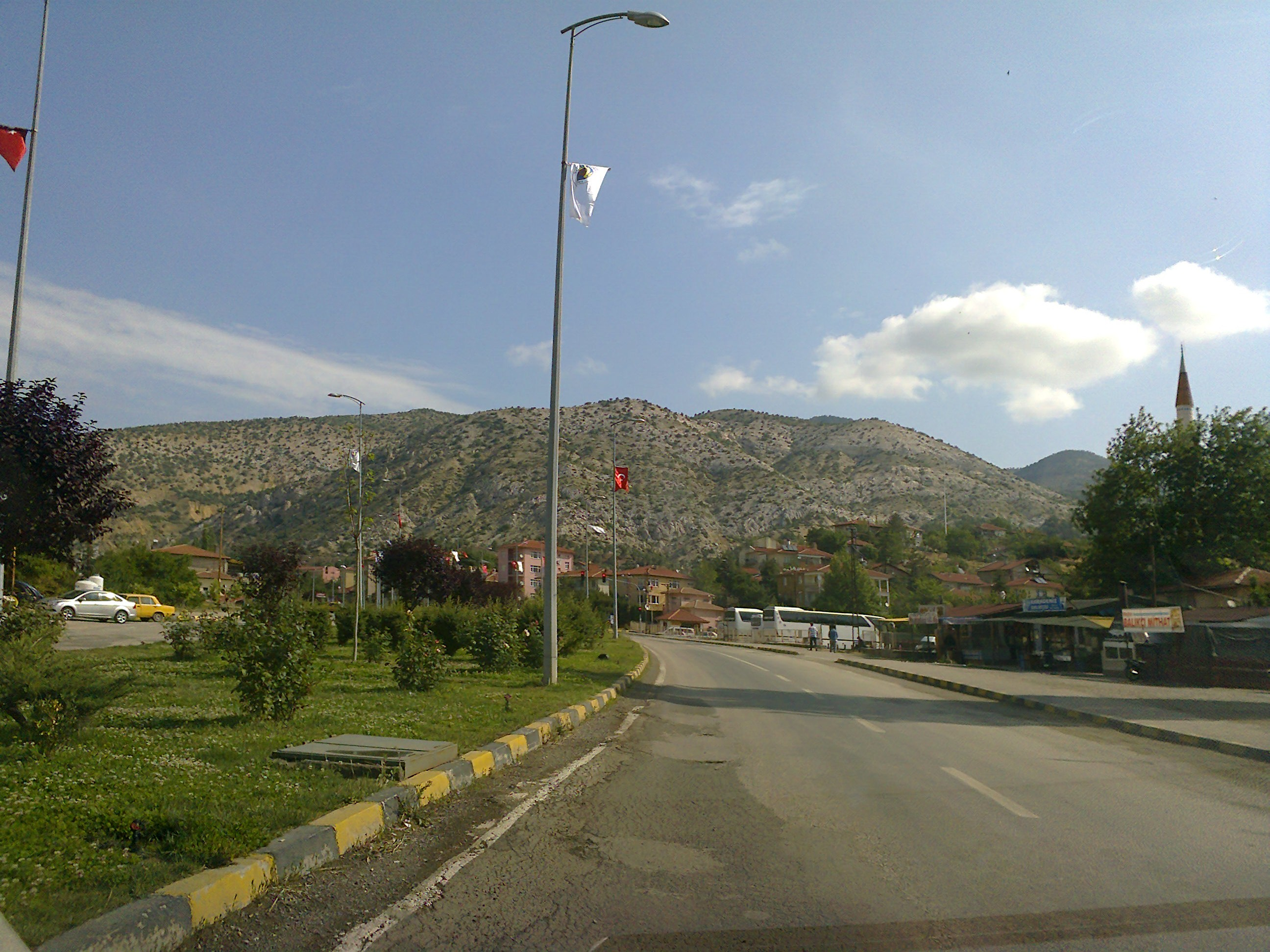
Hoofdweg naar Nallıhan

Het district heeft een oppervlakte van 1972 km², iets kleiner dan de Belgische provincie Vlaams-Brabant. In totaal is 48% van het gebied bebost, 25% is geschikt voor landbouw, 22% is grasland en 5% kreupelhout. 

#### Fauna
Er zijn verschillende natuurreservaten in het district, waaronder een vogelreservaat en een gebied waar naar verluidt wilde schapen verblijven.

## Bevolking
Op 31 december 2019 telde het district Nallıhan 27.579 inwoners, verspreid over 1 stad en 67 dorpen (sinds 2012 stadsgemeenten). 
De bevolkingsontwikkeling van het district is weergegeven in onderstaande tabel.
| Bevolking van de stad Nallıhan      | 3.511  | 7.883  | 10.133 | 17.181 | 12.457 | onbekend |
| Bevolking van het district Nallıhan | 31.141 | 32.769 | 35.718 | 40.677 | 30.571 | 27.579   |

## Economie
De economie van het district is voornamelijk agrarisch. Belangrijke agrarische activiteiten zijn bijenteelt, zijderupsenteelt en de teelt van peulvruchten, groenten en fruit. Er zijn elektriciteitsopwekkingcentrales, die van nationaal belang zijn, zoals de waterkrachtcentrales van de Sarıyar Hasan Polatkan Barajı, Gökçekaya Barajı en Yenice Baraji reservoirs en, vanwege de steenkoolafzettingen daar, de Çayırhan thermische elektriciteitscentrale.
Nallıhan staat bekend om de tapijten en geweven kilims die daar zijn geknoopt, evenals voor borduurwerk en draadfiligraanwerk. 

## Geboren in Nallıhan
- Adalet Ağaoğlu (1929-2020), (toneel)schrijfster